# 기후시 역사박물관

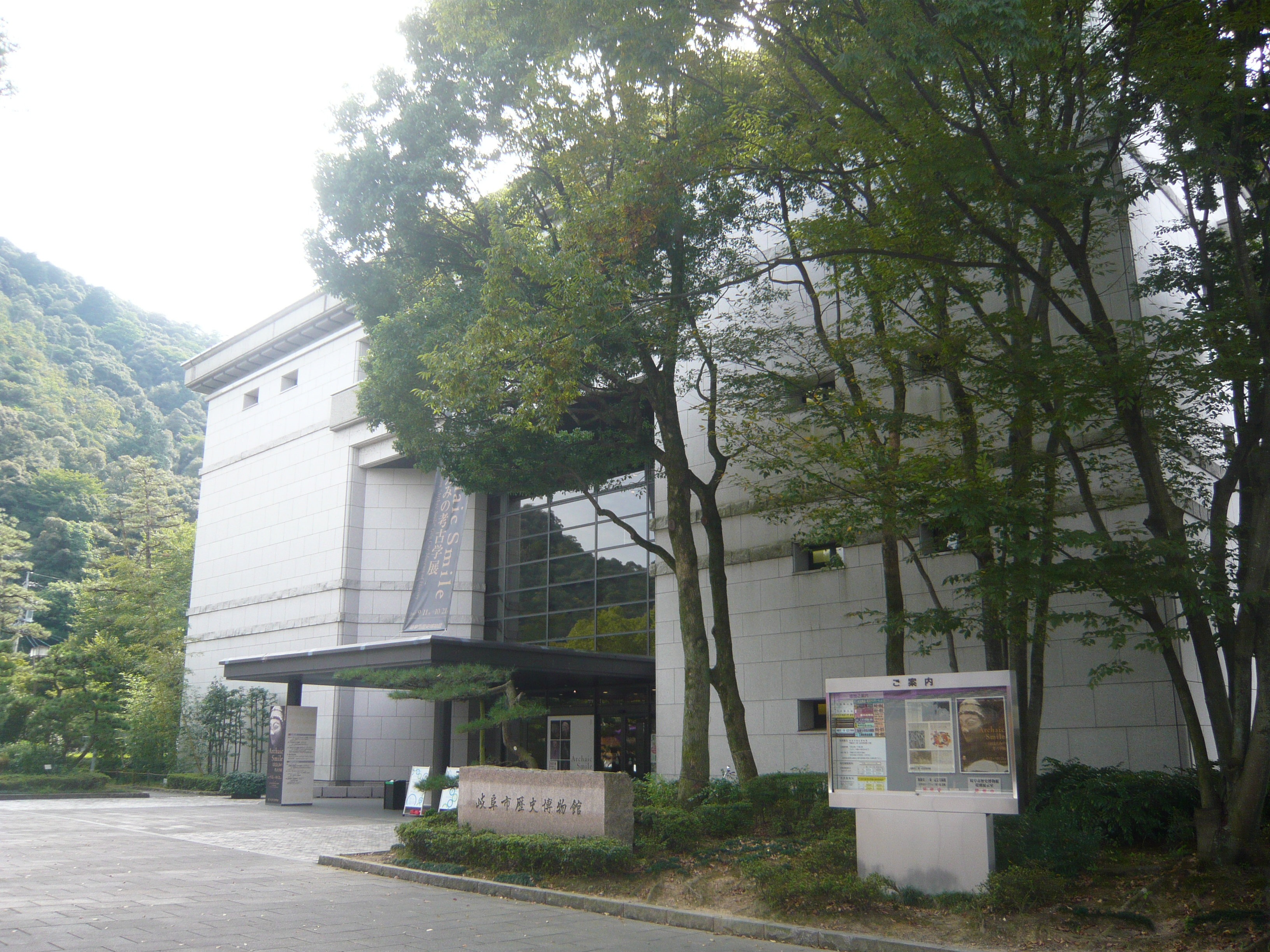
기후 시 역사박물관

기후 시 역사박물관(일본어: 岐阜市歴史博物館 기후시레키시하쿠부쓰칸[*])는 기후현 기후시에 위치한 역사 박물관이다. 긴가 산 산기슭 기후 공원 내에 위치하고 있다.